# Владислав Виолинов
Владислав Виолинов е български актьор.

## Биография
Роден е на 13 август 1981 г. в Русе. Има трима братя – един по-голям и двама по-малки. Ученическите си години прекарва в Русе, където завършва с отличие Математическа гимназия „Баба Тонка“, Русе. Завършва актьорско майсторство за драматичен театър в НАТФИЗ „Кръстьо Сарафов“ в класа на проф. Крикор Азарян през 2005 г., като още от 2003 г. е актьор в Драматично-куклен театър, гр. Враца.
В периода 2006 – 2013 г. живее във Варна и работи в Драматичен театър „Стоян Бъчваров“. От 2014 г. живее в София и е част от трупата на Театър „Българска армия“. От 2018 г. до 2020 г. е председател на фондация „А'Аскеер“, известна с ежегодните си награди „Аскеер“.

## Роли в театъра
- 2021 – „Сирано дьо Бержерак“ от Едмон Ростан, в ролята на Рагено Сладкаря, реж. Стоян Радев
- 2020 – „Урок по български“ – поетичен спектакъл по „Епопея на забравените“ от Иван Вазов, реж. Иван Налбантов, Театър „Българска армия“
- 2019 – „Вкус на мед“ от Шийла Дилейни, в ролята на Джефри, реж. Красимир Спасов, Театър „Българска армия“
- 2018 – „Албена“ от Йордан Йовков, в ролята на Даскал Тодор, реж. Красимир Спасов, Театър „Българска армия“
- 2017 – „Черна Комедия“ от Питър Шафър, в ролята на Харолд Гориндж, реж. Иван Урумов, Театър „Българска армия“
- 2016 – „Тартюф“ от Молиер, в ролята на Клеант, реж. Красимир Спасов, Театър „Българска армия“
- 2016 – „Тайната вечеря на Дякона Левски“ от Стефан Цанев, в ролята на Чирака на Денчо Халача, реж. Асен Шопов, Театър „Българска армия“
- 2016 – „Жената от морето“ по Х. Ибсен, в ролята на д-р Арнхолм, реж. Василена Попилиева, Театър „Българска армия“
- 2015 – „Отело“ от У. Шекспир, в ролята на Родриго, реж. Иван Урумов, Театър „Българска армия“
- 2015 – „Железния светилник“ по Д. Талев, в ролята на Лазар, реж. Асен Шопов, Театър „Българска армия“
- 2015 – „Стреляйте по артиста“ по „Лес“ на Н. А. Островски, в ролята на Алексей Буланов, реж. Николай Ламбрев, Театър „Българска армия“
- 2014 – „Ромео и Жулиета“ от У. Шекспир, в ролята на Бенволио, реж. Николай Ламбрев, Театър „Българска армия“
- 2014 – „Колко е важно да бъдеш сериозен“, в ролята на Джак Уърдинг, реж. Красимир Спасов, Театър „Българска армия“
- 2014 – „Merry-Go-Round“, в ролята на Орфей/Борис, реж. К. Фромхаген и Р. Улрих, Театър „51-grad“
- 2014 – „Без зестра“ от Н. А. Островски, в ролята на Паратов, реж. Маргарита Мачева, ДТ „Сава Огнянов“, Русе
- 2013 – „Талантливият мистър Рипли“ от Филис Наги, в ролята на Марк, реж. Стайко Мурджев, ДТ „Стоян Бъчваров“ Варна
- 2012 – „Паметта на водата“ от Шийла Стивънсън, в ролята на Майк, реж. Стоян Радев, ДТ „Стоян Бъчваров“ Варна
- 2011 – „Дон Жуан или любовта към геометрията“ по Макс Фриш, в ролята на Дон Жуан, реж. Георги Михалков, ДТ „Стоян Бъчваров“ Варна
- 2011 – „Страсти под брястовете“ от Юджийн О’Нийл, в ролята на Шерифът реж. Димитър Стоянов, ДТ „Стоян Бъчваров“ Варна
- 2011 – „Ричард III“ от У. Шекспир, в ролята на Тиръл, реж. Пламен Марков, ДТ „Стоян Бъчваров“ Варна
- 2010 – „Гледна точка или ръбовете на кръга“ по Шукшин, в ролята на Оптимистът, реж. Александър Илинденов, ДТ „Стоян Бъчваров“ Варна
- 2010 – „Фауст“ по Гьоте, в ролята на Евфурион, реж. Лилия Абаджиева, ДТ „Стоян Бъчваров“ Варна
- 2009 – „Истории на обикновената лудост“ от Петер Зеленка, в ролята на Петер, реж. Гергана Димитрова, ДТ „Стоян Бъчваров“ Варна
- 2009 – „Макбет“ от Х. Мюлер, в ролята на Солдат / Вещица, реж. Крис Шарков, ДТ „Стоян Бъчваров“ Варна
- 2009 – „Черноморският оракул“, в ролята на Рим, Signa, Дания
- 2008 – „Калигула“ от Албер Камю, в ролята на Лепид, реж. Явор Гърдев, Копродукция на ДТ „Стоян Бъчваров“, Варна и La Rose des Vents, Франция
- 2008 – „Големанов“ от Ст. Л. Костов, в ролята на Любомир, реж. Александър Илинденов, ДТ „Стоян Бъчваров“ Варна
- 2008 – „Ромео и Жулиета“ от У. Шекспир, в ролята на Тибалт, реж. Десислава Боева, ДТ „Стоян Бъчваров“ Варна
- 2007 – „Тартюф“ от Молиер, в ролята на Тартюф, реж. Стоян Радев—Ге.К., ДТ „Стоян Бъчваров“ Варна
- 2007 – „Време да обичаш, Време да умреш“ от Фриц Катер, в ролята на Петер, реж. Гергана Димитрова, ДТ „Стоян Бъчваров“ Варна
- 2006 – „Български работи“, в ролята на Стайко, реж. Пламен Марков, ДТ „Стоян Бъчваров“ Варна
- 2006 – „Зойкина квартира“ от Михаил Булгаков, в ролята на Херувим, реж. Десислава Боева, ДТ „Стоян Бъчваров“ Варна
- 2006 – „Крум“ от Ханох Левин, в ролята на Бертолдо, реж. Явор Гърдев, ДТ „Стоян Бъчваров“ Варна
- 2006 – „Кремъл, ела при мен“ от Алексей Казанцев, в ролята на Антоан Николай Поляков, ДКТ – Враца
- 2006 – „Ивона, принцесата на Бургунда“ от Витолд Гомбрович, в ролята на Принц Филип, реж. Венцислав Асенов, ДКТ – Враца
- 2005 – „Ментови целувки“ от Мартин МакДона, в ролята на Бартли, реж. Борислав Чакривнов, ДКТ – Враца
- 2005 – „Отело“ по У. Шекспир, в ролята на Родриго, Лилия Абаджиева, Народен театър „Иван Вазов“
- 2005 – „Женитба“ от Н. В. Гогол, в ролята на Пържени яйца / Степан, реж. Иван Урумов, НАТФИЗ, дипломен спектакъл
- 2005 – „Приказки от Виенската гора“ от Йодьон фон Хорват Хавличек, реж. Лилия Абаджиева, НАТФИЗ, дипломен спектакъл
- 2004 – „Пир по време на чума“ от Ал. Пушкин, в ролята на Председателят, реж. Явор Гърдев, Требниц, Германия
- 2004 – „Валонска нощ“ от Ерик–Емануел Шмит, в ролята на Рицар дьо Шифровил, реж. Николай Поляков, ДКТ – Враца
- 2003 – „Къщата на Иван“ от Пламен Дойнов, в ролята на Втори, реж. Венцислав Асенов, ДКТ – Враца

## Номинации и награди
- 2022 – Голяма награда на фестивала „Театър, обичам те!“ – Хасково за ролята на Рагено Сладкаря в „Сирано дьо Бержерак“.[3]
- 2020 – Номинация за „ИКАР“ в категория „Поддържаща мъжка роля“ за ролята на Джефри във „Вкус на мед“ от Шийла Дилейни, реж. Красимир Спасов, Театър „Българска армия“.[4]
- 2018 – Награда „МаксиМ“ в категория „Поддържаща мъжка роля“ за ролите му на Харолд Гориндж в „Черна комедия“ и за ролята на Даскал Тодор в „Албена“.[5]
- 2017 – Награда „МаксиМ“ в категория „Поддържаща мъжка роля“ за ролите му на Клеант в „Тартюф“ и Момчето в „Тайната вечеря на Дякона Левски“.[6]

## Филмография

### Сериали
- 2022 – „Мен не ме мислете“, сезон 8, реж. Димитър Димитров, по bTV (в ролята на Димо)
- 2014 – „Столичани в повече“, сезон 8, реж. Александър Косев, по bTV (в ролята на Ванката)

### Късометражни филми
- 2020 – „The Other one“, реж. Явор Митков
- 2016 – „Тя, която маха от влака“, режисьор Камелия Петрова (в ролята на Арман)
- 2014 – „Zone Out“, режисьор Румен Русев (в ролята на The Criminal)
- 2014 – „Магазин „Обичам те“, режисьор Пламен Николов (в ролята на Иво)

### Пълнометражни филми
- 2022 – „Чудовища“, режисьор Калоян Патерков (в ролята на Журналиста)
- 2019 – „Имало една война“, реж. Анри Кулев (в ролята на Княз Александър Батенберг)

### Документални филми
- 2014 – „Terra X: Alexander der Große“, режисьори Мартин Христ и Кристиян Твенте (в ролята на Филотас)

### Дублаж
- 2024 – „Мъници в Шантаверситета“, Мерлин

## Мюзикъли, оперети и театрални концерти
- 2013 „Гимнастика за бременни“ от Здрава Каменова, в ролите на Мъж и Лектор, реж. Калин Ангелов, ДТ „Стоян Бъчваров“ Варна
- 2011 „Аз, театърът“, реж. Стоян Радев—Ге.К., ДТ „Стоян Бъчваров“ Варна
- 2011 „Българи от Старо Време“ (оперета), в ролята на Иван, реж. Николай Априлов, Държавна Опера – Варна
- 2011 „По заповед на щуката“, в ролята на Емеля, реж. Десислава Стоянова, ДТ „Стоян Бъчваров“ Варна
- 2010 „Бремен“, в ролята на Петелът, реж. Стоян Радев—Ге.К., ДТ „Стоян Бъчваров“ Варна
- 2008 „Какъв прекрасен свят“, реж. Дафинка Данаилова, ДТ „Стоян Бъчваров“ Варна
- 2006 „Малка коледна приказка“, в ролята на Врабчо, реж. Дафинка Данаилова, ДТ „Стоян Бъчваров“ Варна

## Радиопиеси
- 2011 „Плебеи и аристократи" от Атанас Стойчев, в ролята на Чиба, реж. Стоян Радев—Ге.К, Радио „Варна“
- 2011 „Относно Петра" от Илиян Троянски, в ролята на Мъжът, реж. Стоян Радев—Ге.К., Радио „Варна“
- 2011 „Разни хора, разни идеали“ по Алеко Константинов, в ролята на Данко Харсъзина, реж. Стоян Радев—Ге.К., Радио „Варна“
- 2004 „Приказка за щастието“, в ролята на Вълшебника, реж. Венцислав Асенов, БНР

## Роли в реклами
- Leki (2014)
- Vivacom 4 години (2013)
- FiBank (2013)
- Vivacom MegaCall (2012)
- Vivacom MegaCall (2010)
- MTel (2005)